# Bannière de Jungar
La bannière de Jungar (准格尔旗 ; pinyin : Zhǔngé'ěr Qí) est une subdivision administrative de la région autonome de Mongolie-Intérieure en Chine. Elle est placée sous la juridiction de la ville-préfecture d'Ordos.

## Démographie
La population de la bannière était de 263 092 habitants en 1999.